# Station Søsterbekk
Station Søsterbekk (Noors: Søsterbekk holdeplass) is een spoorwegstation in Søsterbekk in de gemeente Narvik in fylke Nordland in Noorwegen. Het station, op 450 meter hoogte, ligt aan Ofotbanen die Narvik verbindt met Luleå in Zweden. Er stopt dagelijks een trein in beide richtingen.

## Verbindingen
| Serie | Treinsoort                           | Route                                                                               | Bijzonderheden                               |
| ----- | ------------------------------------ | ----------------------------------------------------------------------------------- | -------------------------------------------- |
| 30    | Intercity / Stoptrein (SJ / Norrtåg) | Luleå – Boden – Gällivare – Kiruna – Björkliden – Riksgränsen – Søsterbekk – Narvik | Stopt op sommige stations alleen op verzoek. |